# Oratorio di Santa Caterina delle Ruote
L'oratorio di Santa Caterina delle Ruote si trova in via del Carota in località Ponte a Ema nel comune di Bagno a Ripoli.

## Storia
Costruito tra il 1348 e il 1387 dalla famiglia Alberti, ha ben conservato la struttura gotica. La potente famiglia fiorentina aveva nelle vicinanze una villa chiamata il Paradiso degli Alberti.
Nel XIX secolo si ebbe un primo restauro degli affreschi, rifacendo ad esempio il cielo stellato nelle volte.
Nel 1921 venne trafugato dall'oratorio l'originario trittico di Agnolo Gaddi, che venne poi rinvenuto ma privo di predella e dei pilastrini. L'opera è da allora nei depositi degli Uffizi.
Dal 1992 al 2009 l'oratorio ha subito un restauro da parte del Comune di Bagno a Ripoli, proprietario attuale della struttura dal 1988. Al termine dei lavori l'oratorio è stato aperto al pubblico, con un'esposizione di opere dei maestri che già lavorarono ai suoi affreschi e con il polittico di Agnolo Gaddi.

## Descrizione

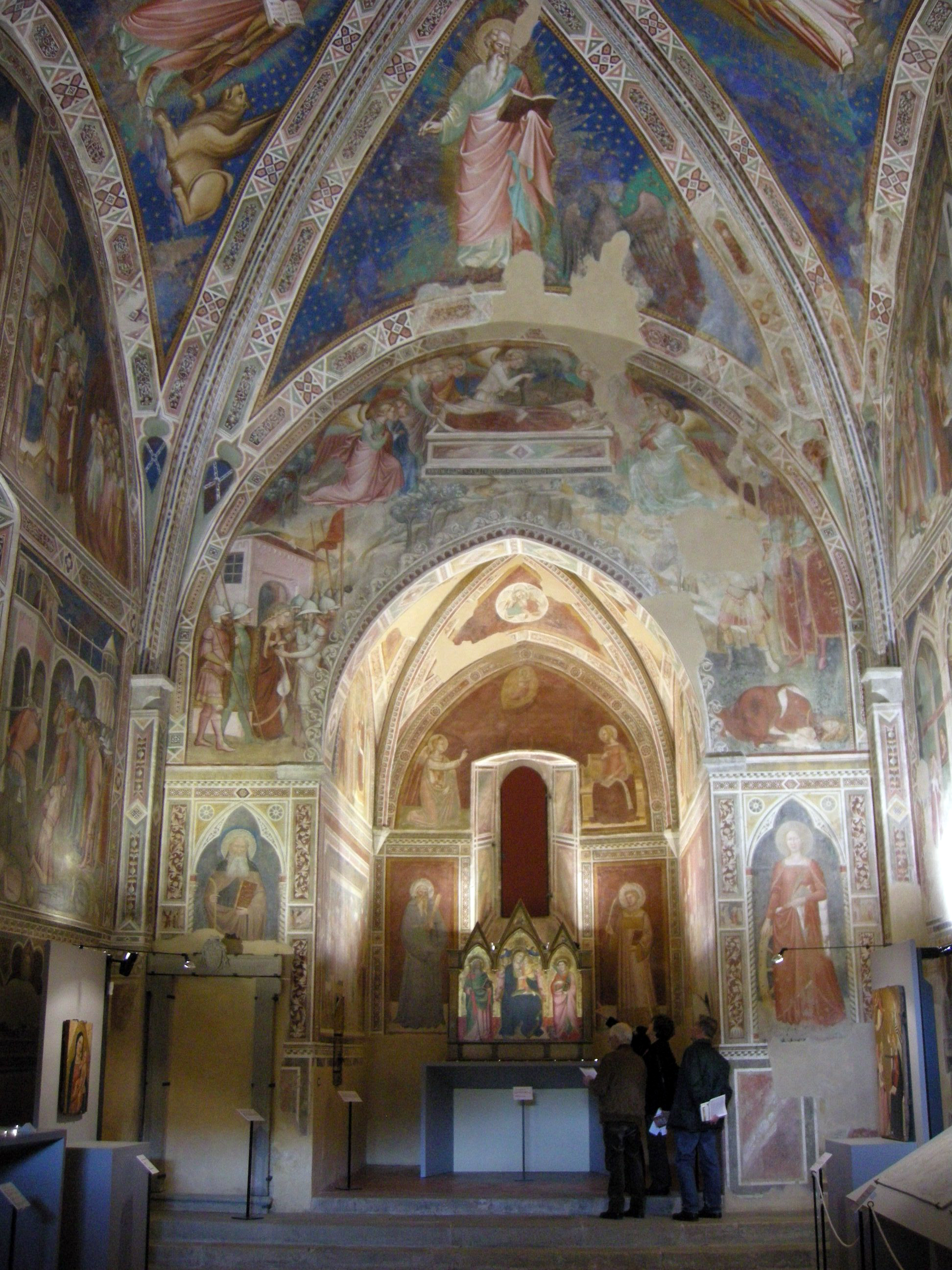
Interno

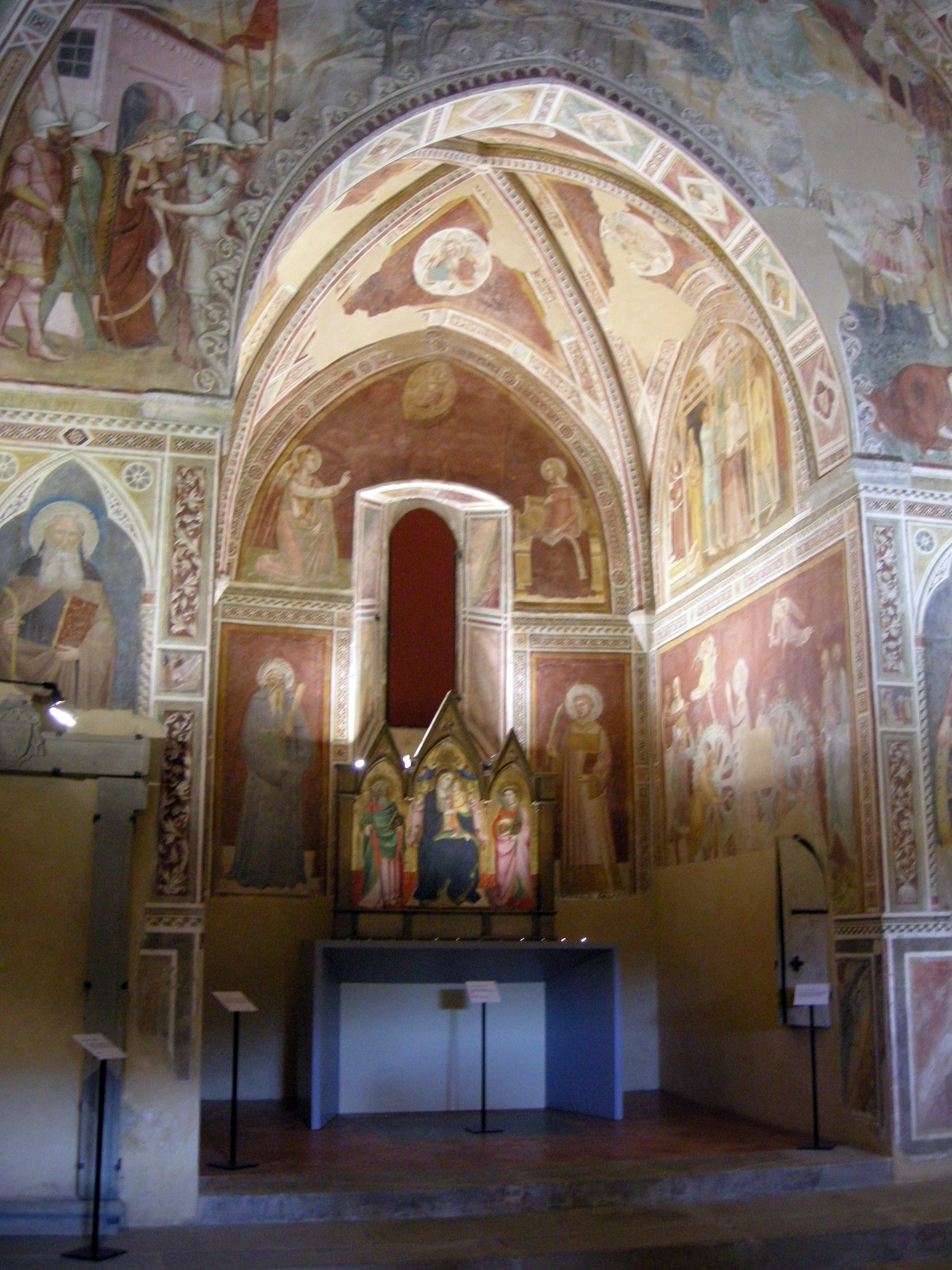
La scarsella

### Esterno
La struttura è molto semplice, con pianta rettangolare e abside quadrata (scarsella), con un paramento esterno costituito da bozze di pietra alberese e macigno, dove si aprono finestre monofore con arco acuto.
Il portale è sormontato da una tettoia sporgente, con una lunetta che era decorata da una Madonna col Bambino e angeli di Spinello Aretino, oggi staccata con la sinopia e conservata nei depositi della Soprintendenza. Un tempo la decorazione ad affresco riguardava tutta la facciata.

### Interno
Internamente l'unica navata, separata in due campate da un arcone trasversale, termina con una scarsella quadrilatera, incorniciata da un arco a sesto acuto e con copertura a crociera. Anche nel vano principale la copertura è affidata a volte a crociera con costoloni, che si dipartono dai pilastri laterali.

### Affreschi
Il ciclo di affreschi della cappella illustra le storie di santa Caterina d'Alessandria, detta delle Ruote in ricordo del martirio subito nel IV secolo.
La decorazione prese avvio, come di consueto, dall'abside, dove si trovano quattro scene nelle pareti laterali (due lunette e due riquadri) e, sulla parete centrale, un'Annunciazione e i due santi Benedetto e Stefano ai lati della finestra. L'abside venne affrescata entro il 1360 e via lavorano il cosiddetto Maestro di Barberino e Pietro Nelli. Al primo competerono la parete centrale, le vele della volta, il sottarco con busti di Apostoli e Profeti e tutte le scene laterali (Caterina rifiuta l'abiura al cospetto dell'Imperatore, Flagellazione e Martirio della santa), tranne la Disputa di santa Caterina con i filosofi pagani (registro inferiore della parete sinistra) di Pietro Nelli, autore anche dei due santi (Caterina e Antonio abate) sulle pareti esterne ai lati dell'arco della scarsella.
La decorazione venne ripresa circa trent'anni dopo, alla fine degli anni ottanta del XIV secolo, da Spinello Aretino, che affrescò tutta la prima campata dell'oratorio. La ripresa dei lavori fu legata al testamento di Benedetto di Nerozzo Alberti, uomo ricchissimo e influente in Firenze, che dopo essere stato esiliato per le lotte politiche, dispose il completamento della decorazione.
Spinello avviò probabilmente dalla parete dell'arcone, dove gli affreschi erano stati interrotti, per proseguire sulle volte (Evangelisti), sulle pareti e altre superfici di corredo come il sottarco centrale.
Le Storie iniziano dalla parete destra, dove, in alto, si vede la Conversione e il Battesimo di santa Caterina da parte di un monaco eremita. Nel registro mediano si trova Santa Caterina orante e Matrimonio mistico (dove la santa viene maritata misticamente a Gesù Bambino nelle braccia della Madonna) e la Cattura di Caterina, dove si vede la santa esortata, senza successo, ad adorare un idolo pagano in un tempio.
Nella parete opposta si vedono, in alto, la Disputa con i filosofi pagani e il Rogo dei sapienti convertiti, cioè il martirio di quei filosofi che Caterina era riuscita a convertire al Cristianesimo. Nel registro sottostante sono presenti le due scene di Caterina in prigione converte le dame di corte e il capitano dei soldati e riceve la visita di Cristo con gli angeli e Decapitazione del capo delle guardie. Le storie terminano nella parete centrale, dove sono le scene in sequenza continua di Caterina esce di prigione per venire condotta la martirio ed il Boia che rinfodera la spada dopo aver decapitato Caterina, mentre in alto campeggia un sarcofago dove il corpo martirizzato della santa è adorato dagli angeli.
Nel sottarco tra le campate si trovano medaglioni dei Dodici Apostoli ed Agnello Mistico, mentre sui pilastri laterali si trovano un san Ludovico di Tolosa (destra) e un San Francesco (sinistra). Queste figure intere sotto nicchie dipinte sono riecheggiate dal Sant'Antonio abate e la Santa Caterina d'Alessandria sotto l'arcone, ai lati dell'altare. Frequenti sono poi gli stemmi Alberti con quattro bracci di catena su sfondo azzurro, legati al centro da un anello.